# 朱自恆
朱自恒，字北山，号小阮，浙江海宁袁花人。清朝画家、官員。

## 生平
康熙二十六年（1687年）举人。曾任建德县教谕。卒年七十七。

## 成就
工书法诗文，尤精绘画，于山水、竹石、花鸟无不传神。有《爱闲堂题画诗》等。时人将其画与查慎行诗、查昇书法，并称为“海宁三绝”。